# 長谷川重三郎
長谷川 重三郎（はせがわ じゅうざぶろう、1908年11月5日 - 1985年3月4日）は、日本の経営者。第一銀行頭取、全国銀行協会会長（第25代）を務めた。東京都出身。

## 経歴・人物
実父は渋沢栄一で、妾との間に生まれたと言われる。一説には、渋沢の13番目の子供ということで「じゅう3郎」というところから「重三郎」と名付けられたという。
1932年に東京帝国大学経済学部を卒業し、第一銀行に入行。1956年5月に取締役に就任し、常務、専務を経て、1962年5月に副頭取に就任し、1966年3月に頭取に昇格した。1968年には全国銀行協会会長に就任。
頭取としては第一銀行と三菱銀行の合併を目指した。当時の三菱銀行頭取である田実渉とは戦前からの親しい仲で、6歳年上の田実に長谷川が可愛がられていたという。実際に1968年12月には合併契約書への調印にまでこぎつけるが、翌1969年1月1日に読売新聞がこの合併話をスクープしたのを契機に、会長の井上薫ら合併反対派の巻き返しに遭い、結局1月13日に合併話は白紙撤回された。これら行内の混乱の責任を取る形で、長谷川は同年4月に取締役相談役に退いた。また全国銀行協会会長もほぼ同時に辞任している。
1985年3月4日肝硬変のために死去。76歳没。